# Gourette

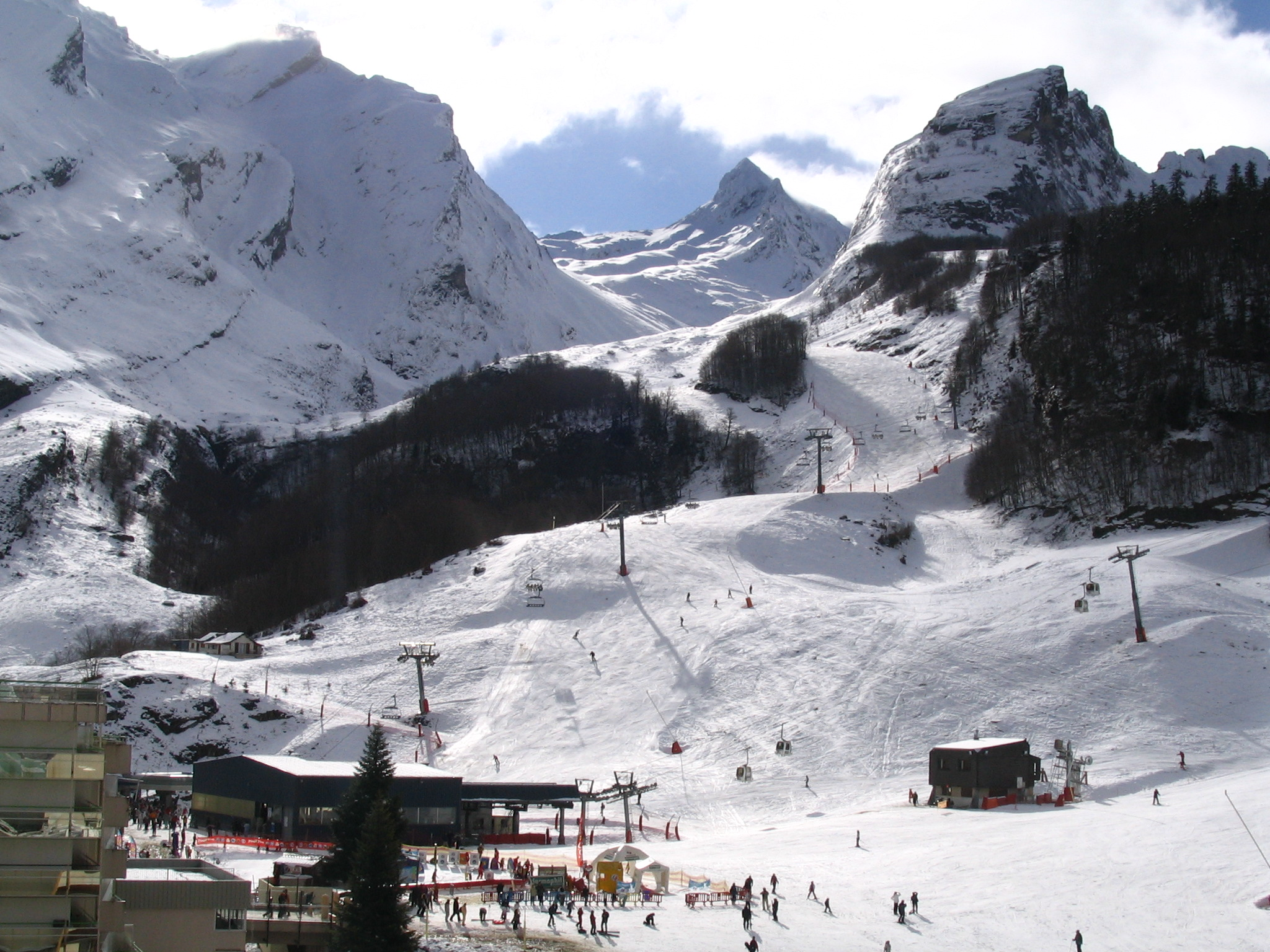
Gourette

Gourette est o stațiune de schi franceză din Munții Pirinei, aflată la o altitudine de peste 1400 m, situată pe teritoriul comunei Eaux-Bonnes, în departamentul Pyrénées-Atlantiques.
În apropiere se află trecătoarea Col d'Aubisque, la 1709m altitudine, deseori aflată pe traseul Turului Franței.